# 鉛螺總科
鉛螺總科（學名：Turbinelloidea），亦作拳螺總科，是新腹足目之下的一個總科，皆為海洋腹足綱軟體動物，有現生種及化石種。

## 分類
本分類由Fedosov等人 (2017)最先提出，然後為2017年12月出版的《布歇特等人的腹足類分類》所採納。

### 科
本總科由下列五個科組成：
- 纺轴螺科 Columbariidae Tomlin, 1928
- Family Costellariidae MacDonald, 1860
- Family Ptychatractidae Stimpson, 1865
- 拳螺科 Turbinellidae Swainson, 1835
- Family Volutomitridae Gray, 1854